# Robert Robinson
Sir Robert Robinson (n. 13 septembrie 1886, Rufford⁠(d), Newark and Sherwood, Anglia, Regatul Unit al Marii Britanii și Irlandei – d. 8 februarie 1975, Great Missenden⁠(d), Buckinghamshire⁠(d), Anglia, Regatul Unit) a fost un chimist britanic, laureat al Premiului Nobel pentru chimie (1947).